# Raoul Pugno

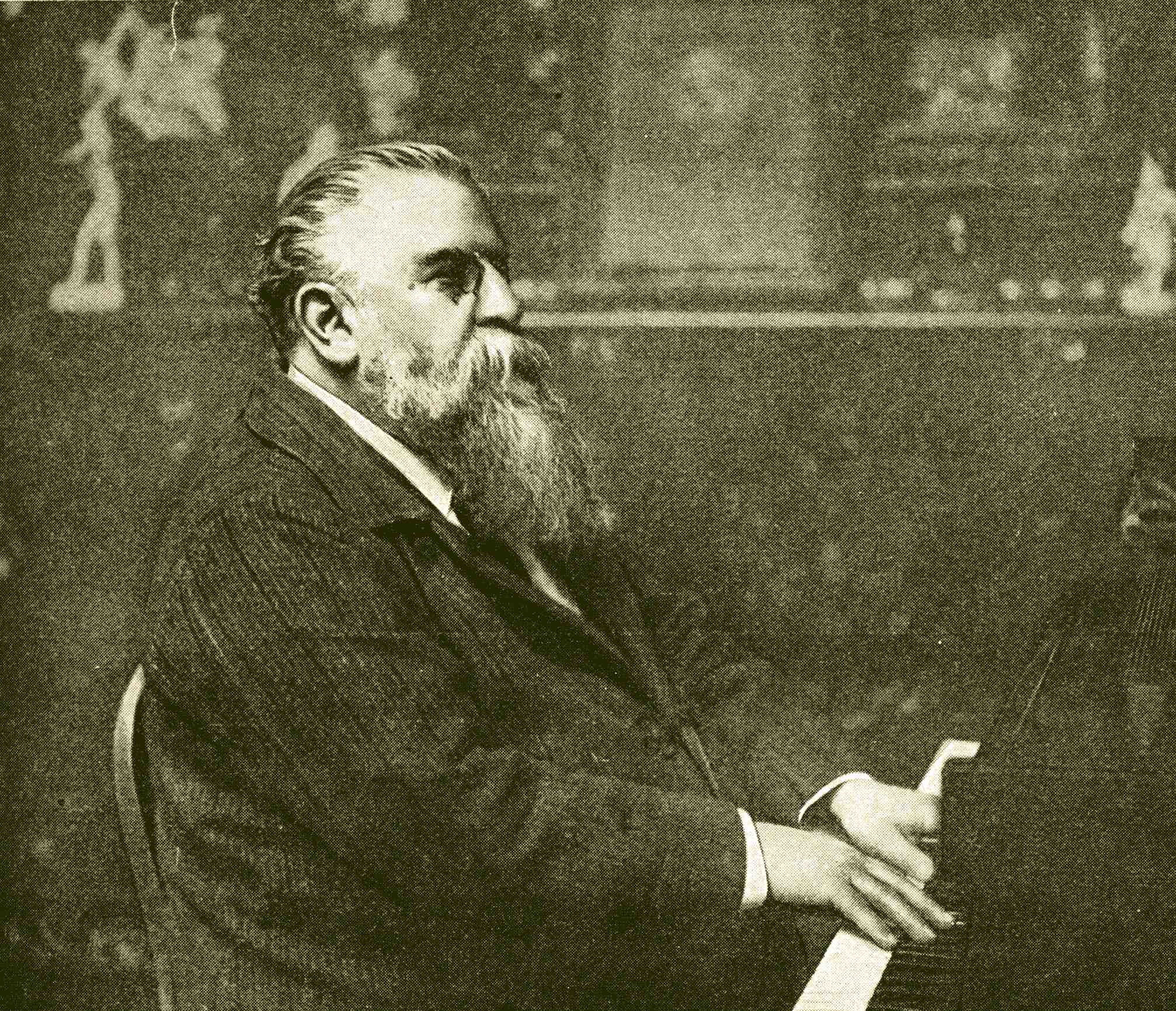
Raoul Pugno.

Raoul Pugno, född den 23 juni 1852 i Montrouge, död den 21 december 1914 i Moskva (under en konsertturné), var en fransk pianist, på fädernet av italiensk härkomst. 
Pugno studerade vid Niedermeyers kyrkomusikskola i Paris och från 1866 framgångsrikt vid konservatoriet där. Han blev 1871 (efter Charles Renaud de Vilbac) organist vid kyrkan Saint Eugène i Paris, 1878 kapellmästare där, 1892 harmoniprofessor vid konservatoriet samt innehade 1896-1901 professuren i piano. Från 1893 framträdde han som en ypperlig pianovirtuos, särskilt i tolkningen av klassisk musik. Han gav i flera länder kammarmusikaftnar i fulländat samspel med violinisten Eugène Ysaÿe. Pugnos spel utmärktes av blixtrande teknik, ovanlig rytmisk energi, klarhet och nyanserat välljud såväl i massiva klangmassor som i det läckraste pianissimo, samt manlig mogenhet i uppfattningen. I Stockholm konserterade han först 1881 tillsammans med Paul Viardot och 1900 med Ysaÿe. Pugno uppträdde jämväl som tonsättare, med oratoriet Résurrection de Lazare (1879), ett antal operetter, baletter, feerier, pianostycken och sånger. Elever till Pugno var bland andra Märtha Ohlson och Alfred Roth.